# Rana

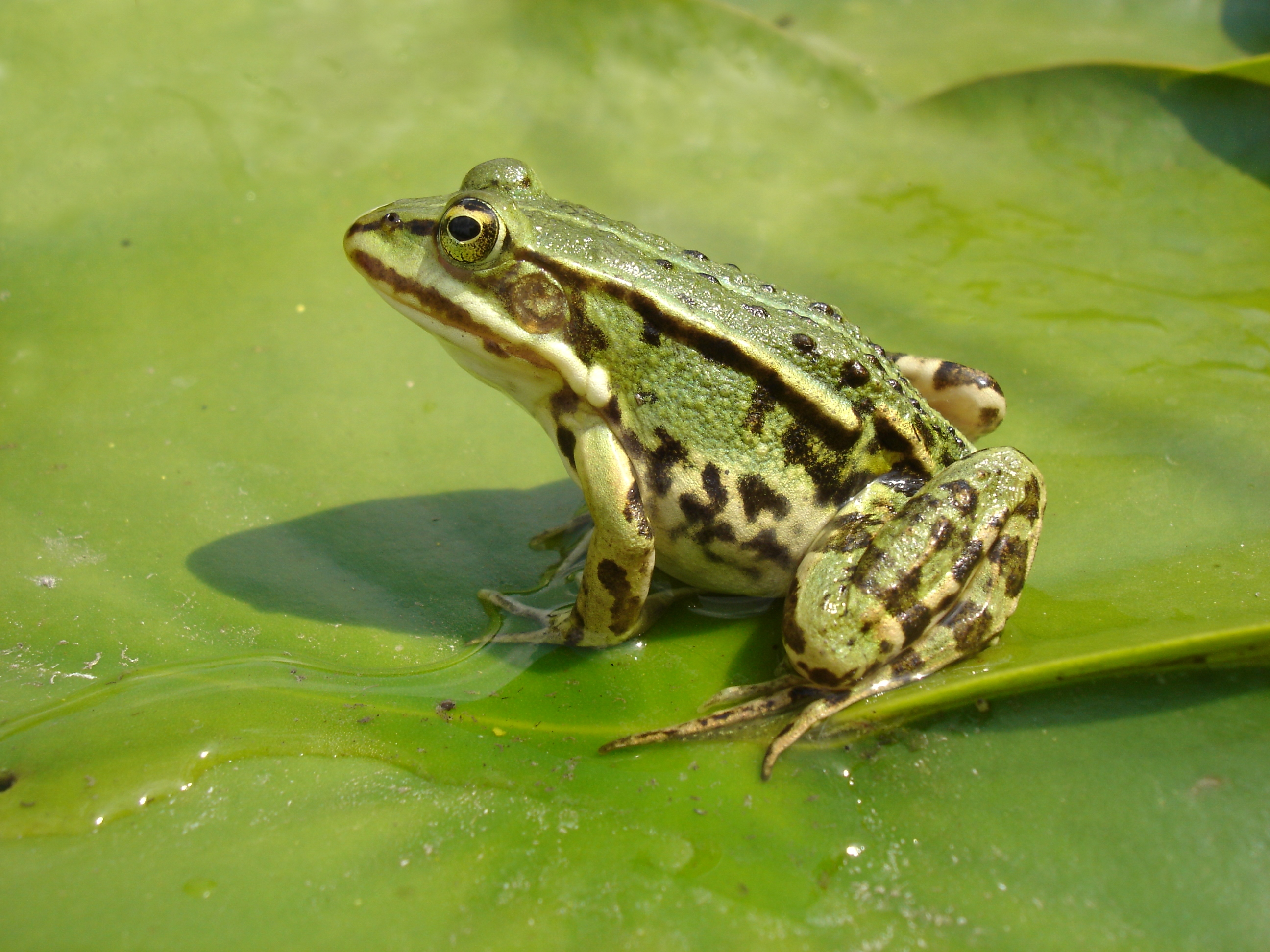
Una rana verde comune (Pelophylax esculentus)

Con il nome comune di rana si indica la maggioranza degli anfibi appartenente all'ordine degli Anuri. In ambito tassonomico, è bene notare che il nome è invece attribuito esclusivamente ai membri del genere Rana.

## Etimologia
Il vocabolo "rana" risale al latino rāna(m), una voce di origine onomatopeica, imitante il verso gracidante tipico dell'animale.

## Caratteristiche

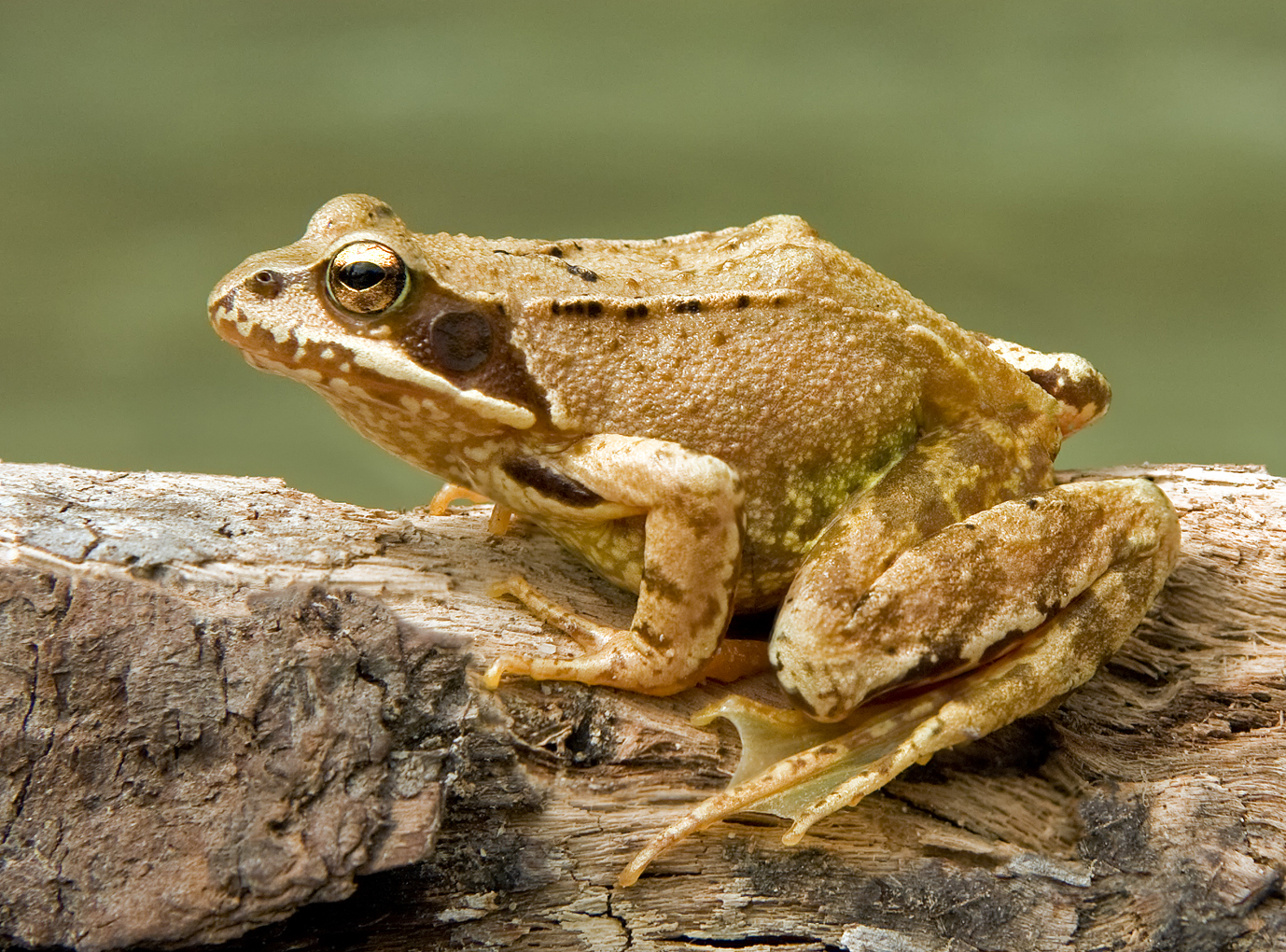
Una rana alpina (Rana temporaria)

Generalmente, le rane sono anfibi che vivono principalmente in acqua, privi di coda e con zampe posteriori adatte a saltare; la pelle è liscia e di colore giallo o verde, gli occhi sporgenti, e sono dotati di denti nella mascella superiore. 
I membri dell'ordine degli Anuri che non sono rane, sono detti rospi e raganelle: questi tre nomi comuni non trovano corrispondenza nella zoologia, per cui una data specie di rana potrebbe essere evolutivamente più prossima ad una raganella o ad un rospo che a un'altra rana. Si tratta invece di macrocategorie che identificano lo stile di vita dell'animale: la differenza principale è che le rane passano la maggioranza del tempo in acqua (e hanno infatti le zampe palmate e sono eccellenti nuotatrici), mentre i rospi sono terricoli e le raganelle arboricole (pur essendo entrambi legati all'acqua per la riproduzione). Rispetto ai rospi, le rane sono più snelle, e hanno la pelle liscia al tatto.
In generale, le rane sono più veloci dei rospi; a terra, si spostano quasi solo saltando (a differenza dei rospi, che spesso camminano), e possono balzare molto più lontano di un rospo, grazie alle zampe posteriori più lunghe.

### Specie significative

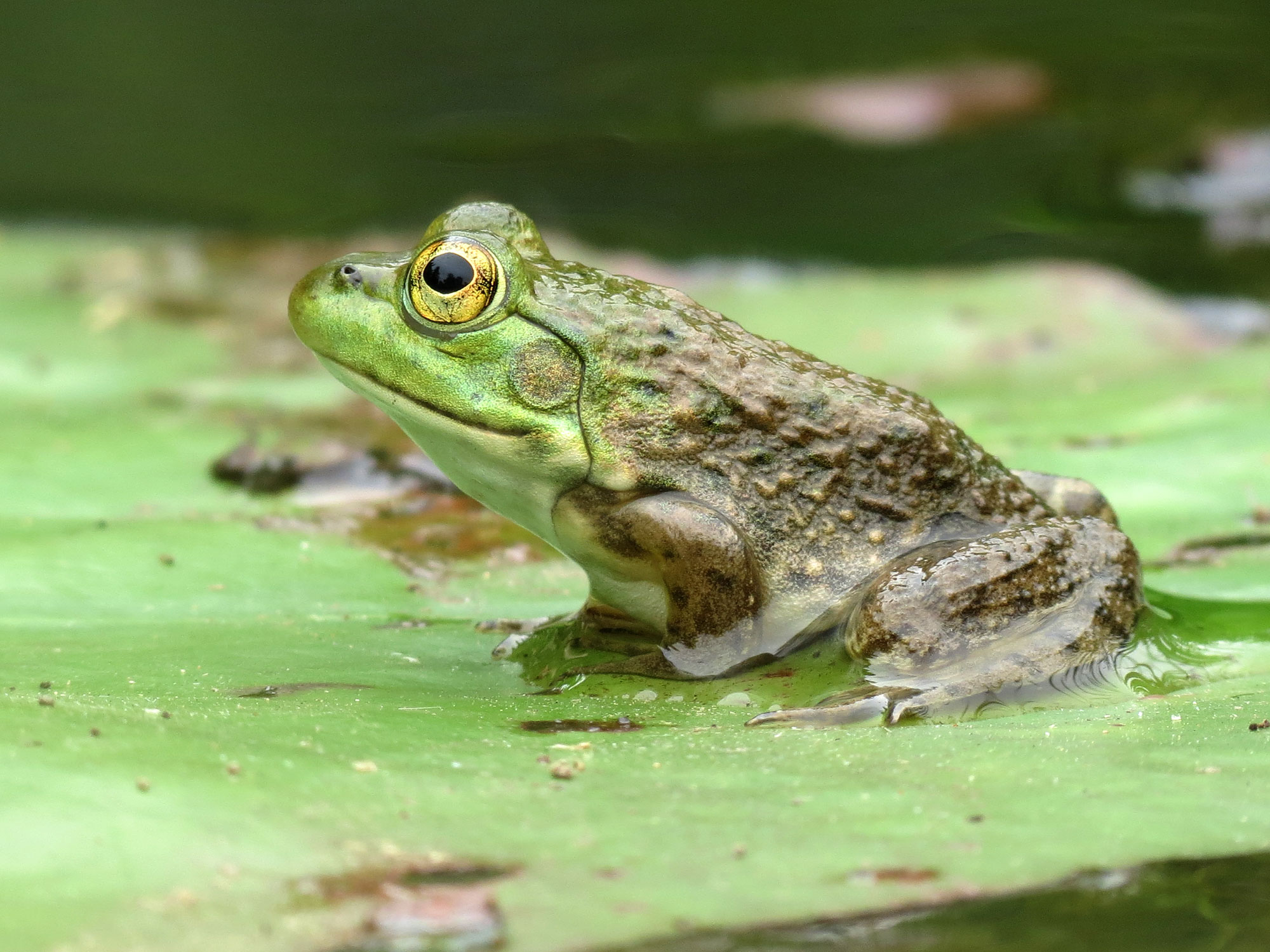
Una rana toro (Lithobates catesbeianus)

Tra le specie significative, molte appartenenti proprio al genere Rana, si possono citare:
- Rana agile o rana dalmatina (Rana dalmatina)
- Rana alpina, rana montana o rana rossa (Rana temporaria)
- Rana appenninica (Rana italica)
- Rana golia (Conraua goliath)
- Rana greca (Rana graeca)
- Rana toro (Lithobates catesbeianus)
- Rana verde, rana comune o rana ibrida dei fossi (Pelophylax esculentus)
- Rana verde maggiore (Pelophylax ridibundus)
- Rana verde minore, rana dei fossi o rana di Lessona (Pelophylax lessonae)

## Le rane nella cultura
Nella cultura vi sono riferimenti alle rane in relazione al loro aspetto e al loro comportamento (come nei modi di dire "verde come una rana" o "saltare come una rana", ma anche "cantare come una rana", riferito ad una voce stridula o sgradevole); il loro caratteristico modo di nuotare dà il nome allo stile di nuoto a rana, e venivano chiamati "uomini rana" i membri dei reparti d'assalto e di sabotaggio speciali della marina militare italiana che operarono durante la seconda guerra mondiale.
Alle rane vengono anche associate caratteristiche simboliche; per via di una favola di Fedro, nella quale una rana orgogliosa cerca di gonfiarsi fino a diventare grande come un bue e finendo per esplodere, esiste ad esempio il detto "gonfiarsi come una rana", che si usa per indicare una persona tronfia o boriosa. In araldica invece la rana rappresenta la prudenza. 
Nella letteratura greca antica è da ricordare il poemetto giocoso intitolato Batracomiomachia, cioè la battaglia delle rane e dei topi. Le rane è invece una commedia del commediografo greco Aristofane.

## Gastronomia
Le cosce di rana vengono cucinate e consumate, solitamente fritte, in molte aree del mondo fra cui la Francia, il Piemonte e l'Indonesia.